# Cryptobopyrus elongatus
Cryptobopyrus elongatus is een pissebed uit de familie Bopyridae. De wetenschappelijke naam van de soort is voor het eerst geldig gepubliceerd in 1977 door Schultz.